# Kobresia sibirica
Kobresia sibirica är en halvgräsart som först beskrevs av Porphir Kiril Nicolai Stepanowitsch Turczaninow, och fick sitt nu gällande namn av Johann Otto Boeckeler. Kobresia sibirica ingår i släktet sävstarrar, och familjen halvgräs. Inga underarter finns listade i Catalogue of Life.